# Ambienti xerici di Grand Brison - Cly
Ambienti xerici di Grand Brison - Cly este o arie protejată (arie specială de conservare — SAC, sit de importanță comunitară — SCI) din Italia întinsă pe o suprafață de 97 ha, integral pe uscat.

## Localizare
Centrul sitului Ambienti xerici di Grand Brison - Cly este situat la coordonatele 45°45′12″N 7°34′57″E / 45.753333°N 7.5825°E.

## Înființare
Situl Ambienti xerici di Grand Brison - Cly a fost declarat sit de importanță comunitară în septembrie 1995 pentru a proteja 9 specii de animale. Situl a fost protejat și ca arie specială de conservare în februarie 2013.

## Biodiversitate
Situată în ecoregiunea alpină, aria protejată conține 8 habitate naturale: Roci stâncoase cu vegetație pionieră de Sedo-Scleranthion sau Sedo albi-Veronicion dillenii, Fânețe montane, Grohotișuri termofile și vest-mediteraneene, Păduri panonice cu Quercus pubescens, Pajiști carstice calcaroase sau bazofile, de Alysso-Sedion albi, Pajiști uscate seminaturale și facies de acoperire cu tufișuri pe substraturi calcaroase (Festuco-Brometalia) (* situri importante pentru orhidee), Pajiști stepice subpanonice, Fânețe de joasă altitudine (Alopecurus pratensis, Sanguisorba officinalis).
La baza desemnării sitului se află mai multe specii protejate:
- păsări (8): potârnichea de stâncă (Alectoris graeca saxatilis), buha (Bubo bubo), caprimulg (Caprimulgus europaeus), șerpar (Circaetus gallicus), presură de grădină (Emberiza hortulana), sfrâncioc roșiatic (Lanius collurio), ciocârlie de pădure (Lullula arborea), viespar (Pernis apivorus)
- nevertebrate (1): rădașcă (Lucanus cervus)

Pe lângă speciile protejate, pe teritoriul sitului au mai fost identificate 32 de specii de plante, 2 specii de mamifere.